# Manuel Gayoso
Manuel Luis Gayoso de Lemos Amorín y Magallanes (Oporto 30 de mayo de 1747 – Nueva Orleans 18 de julio de 1799) fue un militar y gobernador español de La Luisiana desde 1797 hasta su muerte en 1799. 

## Biografía
Nació en Oporto, Portugal (aunque el libro Old families of Luisiana sitúa su nacimiento en Pontevedra, España el 31 de mayo de 1751), el 30 de mayo de 1747, hijo del cónsul español Manuel Luis Gayoso de Lemos y Sarmiento y de la portuguesa Teresa Angélica de Amorín y Magallanes. Fue educado en Londres, adonde su padre se trasladó tiempo después.
Con 23 años Manuel Gayoso de Lemos ingresó en el ejército como cadete del Regimiento de Lisboa, de infantería, situado en La Habana (1771) y fue ascendido al rango de subteniente un año después. El regimiento de Manuel Gayoso se trasladó desde La Habana a Nueva Orleans, capital de La Luisiana, entonces colonia española. Durante toda su vida permaneció en el ejército y había alcanzado el rango de brigadier en el momento de su muerte.
Don Manuel Gayoso de Lemos contrajo matrimonio tres veces: su primera mujer fue Teresa Margarita Hopman y Pereira, de Lisboa, con la que tuvo dos hijos; en 1792 contrajo matrimonio con Elizabeth Watts de Filadelfia, con la que no tuvo hijos; y finalmente con Margaret Cyrilla Watts de Luisiana, con la que tuvo un hijo.

### Gobernador de Natchez (1787-1795)

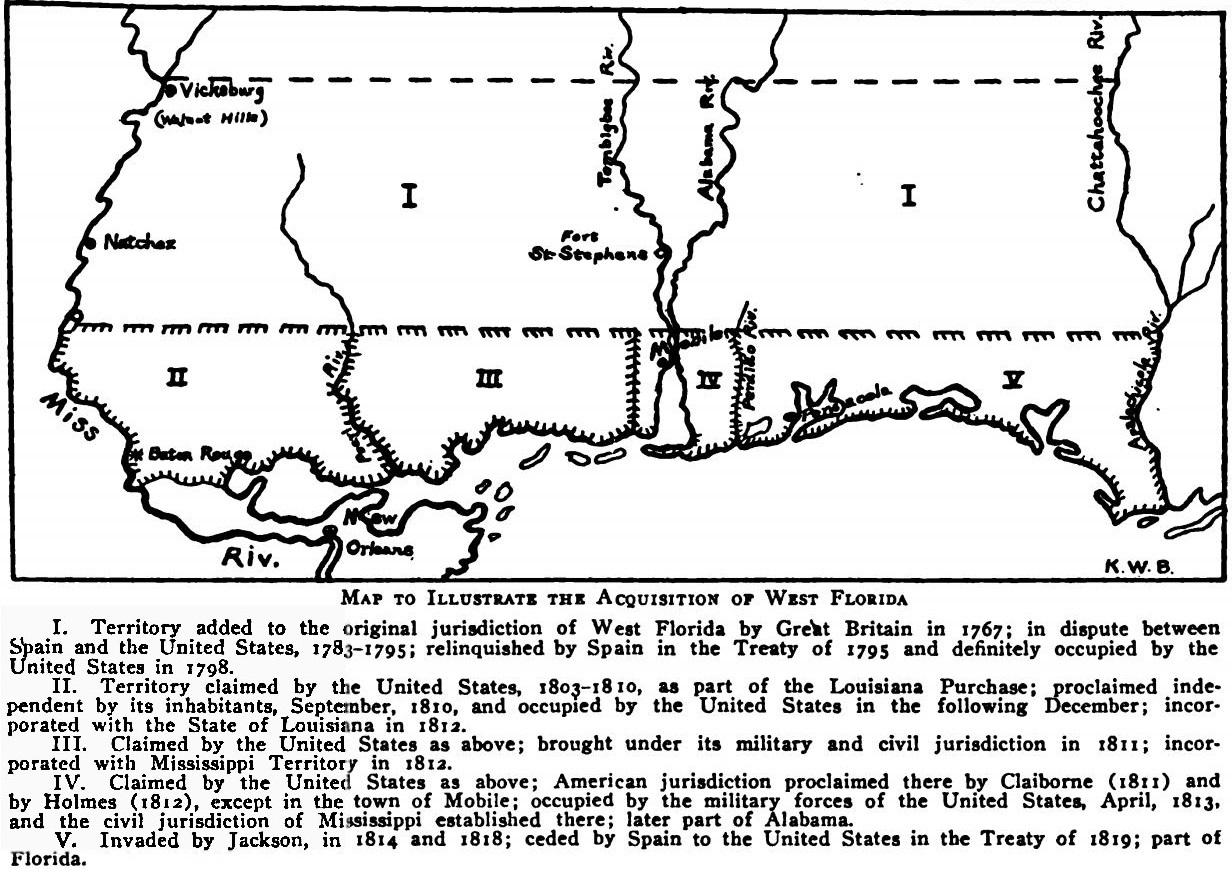
Mapa sobre el territorio de Natchez en de la Florida Occidental española adquirido por Estados Unidos por el tratado de 1795.

El 3 de noviembre de 1787, Manuel Gayoso de Lemos asumió el gobierno militar y civil del fuerte de Natchez en Florida española (actual Misisipi) territorio que había pasado a soberanía española en 1779 tras la victoria de Bernardo de Gálvez durante la guerra de independencia de los Estados Unidos. Las pretensiones estadounidenses sobre este territorio denominado en época británica como Natchez District se manifestaron tan pronto se hubo firmado el tratado de París (1783). Resultaron además, en la llegada de colonos que se hacían con concesiones y compras de terreno y negociaciones diplomáticas entre las partes. Mientras tanto, Gayoso de Lemos promovió la creación en 1792 de un cabildo local integrado por los terratenientes de la región. Se trataba principalmente de propietarios estadounidenses procedentes de Ohio y Kentucky. Gayoso favoreció el establecimiento de los estadounidenses, especialmente los católicos de origen irlandés y escocés, quienes recibieron concesiones de terreno. Para dificultar el establecimiento de los estadounidense y proteger la Luisiana española, las concesiones y títulos de propiedad emitidas  por su gobierno estaban plagadas de inconcreciones o fallos que ocasionaron disputas entre los nuevos colonos. Además, ante la presencia en Natchez de los militares estadounidenses James Wilkinson y Philip Nolan, Gayoso reforzó las alianzas entre España y los indígenas como los de la región como los chicazas, dando lugar a tratados en 1792, 1793 y 1795. Estos permitieron la fundación de los fuertes de San Fernando de las Barrancas (Tennessee) y Nogales (Misisipi). Gracias a la información obtenida de James Wilkinson consiguió anticiparse a un ataque de los Estados Unidos sobre Nueva Orleans en 1793, dirigido por el general George Rogers Clark.
Finalmente, el tratado de San Lorenzo (1795) supuso la renuncia de España a esta región de la Florida española por encima del paralelo 31N. Manuel Gayoso de Lemos supervisó la paulatina retirada española de la ribera oriental del Misisipi Medio. En marzo de 1797 el fuerte de Nogales fue desmantelado y las tropas se retiraron hacia San Luis de Illuenses. Para 1798 la región de Natchez se encontraba totalmente bajo soberanía de los Estados Unidos. 

### Gobernador General de La Luisiana y Florida occidental española (1797-1799)
El 5 de agosto de 1797 Manuel Gayoso de Lemos sucedió a Francisco Luis Héctor de Carondelet como Gobernador General de la La Luisiana y la Florida Occidental. Su primer acto fue promulgar un Bando de Buen Gobierno y enviar una serie de instrucciones a todos los gobernadores y mandos bajo su mandato.
Como Gobernador General, Gayoso de Lemos fomentó la militarización de la colonia, ante posibles ataques de Gran Bretaña y de los Estados Unidos. Continuó con su política de atraer emigrantes estadounidenses del norte y favoreció a la Iglesia católica mediante una serie de donaciones y edictos en los que fomentaba la renuncia al trabajo innecesario los domingos y días santos, condenando cualquier posible desviación doctrinal o cuestionamiento de la autoridad eclesiástica. En 1798 también estableció un servicio de recogida de basuras (una decisión vanguardista para la época).
Don Manuel Gayoso de Lemos murió en Nueva Orleans de fiebre amarilla el 18 de julio de 1799. El coronel Francisco Bouligny lo sucedió como gobernador militar y Nicolás María Vidal como gobernador civil.